# Pole pszenicy przed burzą
Pole pszenicy przed burzą (hol. Korenveld onder onweerslucht, ang. Wheat Field Under Clouded Sky) – obraz Vincenta van Gogha namalowany w lipcu 1890 podczas trzymiesięcznego pobytu artysty w niewielkiej miejscowości Auvers-sur-Oise, położonej na północ od Paryża.
Nr kat.: F 778, JH 2097.

## Historia i opis
Pole pszenicy przed burzą jest jednym z kilku obrazów o podobnej tematyce, namalowanych przez van Gogha na kilkanaście dni przed śmiercią. Wspomina o nich w liście do brata Theo, napisanym ok. 10 lipca 1890:
Tak więc powróciwszy tutaj znów zabrałem się do pracy, choć ledwie trzymam pędzel w palcach. Ponieważ wiedziałem dokładnie co chcę zrobić, namalowałem trzy kolejne duże płótna. Są to rozlegle pola zbożowe pod wzburzonym niebem i nie musiałem za bardzo wychodzić z siebie, żeby spróbować wyrazić smutek i skrajną samotność.
Obraz jest reminiscencją XVII-wiecznego, holenderskiego malarstwa pejzażowego, którego tradycji, a zwłaszcza rozległych panoram Philipsa Konincka, van Gogh był zawsze świadomy.
Z obrazu emanuje uczucie osamotnienia. Malowany dynamicznymi, niczym nieskrępowanymi pociągnięciami pędzla obraz stanowi paletę wibrującej zieleni i błękitu. W przeciwieństwie do innych obrazów van Gogha ze słońcem w roli głównej tu niebo jest zachmurzone.